# Top Cat
Top Cat (Manda-Chuva no Brasil e em Portugal) é uma série animada da Hanna-Barbera do horário nobre, que foi originalmente transmitida de 27 de setembro de 1961 a 18 de abril de 1962, com uma temporada de 30 episódios, na rede ABC. Ao contrário de suas séries irmãs, Os Jetsons e Jonny Quest, Manda-Chuva não conseguiu um renascimento nos anos 1980.
No Brasil, o personagem Manda-Chuva foi dublado pelo ator Lima Duarte. Além disso, a cidade de Nova York foi substituída por Brasilia na versão brasileira.
Foi exibido no Brasil nos canais: Cartoon Network, Boomerang, TV Globo, SBT e Tooncast.
Em Portugal, Top Cat foi transmitido pelo RTP1 em 1992 dentro do programa "Oh, Hanna-Barbera"  na sua versão original legendada, voltou a repetir na TVI no Mix Max em 1995.
Posteriormente, a partir de 2014, foram dobrados para português os filmes Top Cat - O Manda Chuva e Top Cat - O Início.
Foi exibido em Portugal nos canais: RTP1, TVI e Boomerang Europa.

## História
Top Cat foi criado como uma paródia de The Phil Silvers Show com Arnold Stang imitando a voz do Sgt Bilko para o personagem titular. Hanna-Barbera vendeu o desenho animado para a ABC com base em um desenho do personagem principal. Esta foi apenas a segunda série de desenho animado a estrear no horário nobre da rede de televisão dos Estados Unidos.

## Premissa
O personagem-título, Top Cat (TC; dublado por Arnold Stang personificando Phil Silvers) é o líder de uma gangue de gatos de rua de Manhattan que vivem no beco Hoag: Fancy-Fancy, Spook, Benny the Ball, Brain e Choo-Choo.
Top Cat e sua gangue foram inspirados pelos East Side Kids, personagens malandros e espertos de uma série de filmes B dos anos 1940, mas suas raízes mais imediatas estão em The Phil Silvers Show (1955–59), uma comédia militar de sucesso cujo protagonista personagem (Sargento Bilko, interpretado por Silvers) era um vigarista de fala rápida. Maurice Gosfield, que interpretou o soldado Duane Doberman em The Phil Silvers Show, fez a voz de Benny the Ball em Top Cat, e a aparência gordinha de Benny foi baseada na de Gosfield. Além disso, a caracterização vocal de Arnold Stang foi originalmente baseada n voz de Phil Silvers. Durante a execução original da rede, o patrocinador se opôs à representação de Silvers - insistindo que ele estava comprando Arnold Stang, não Phil Silvers - então, em episódios posteriores, Stang modificou a voz de Top Cat, para um tom mais próximo de sua própria voz.
A gangue constantemente trama esquemas de enriquecimento rápido por meio de golpes, mas a maioria deles geralmente sai pela culatra, e uma trama frequente gira em torno do policial local, Charles "Charlie" Dibble (dublado por Allen Jenkins), tentando inutilmente prendê-los, expulsá-los do beco, fazer com que limpem o beco ou pará-los usando o telefone da delegacia.
Assim como Os Flintstones, todos os episódios apresentam um cold open, que é uma pequena cena do episódio que se passa in medias res, e após isso, um longo flashback que leva a cena começa com a música tema da série "The Most Effectual Top Cat" e apresenta as desventuras de Top Cat que acontecem antes da cena desde o início. A história então continua de onde parou. Em alguns episódios, o flashback para perto do meio quando a mesma cena é reproduzida.

## Análise
O historiador da animação Christopher P. Lehman diz que a série pode ser vista como uma crítica social. Os gatos podem representar pessoas desprivilegiadas, confinadas a viver em um ambiente pobre. Os esquemas de enriquecimento rápido de Top Cat são esforços para escapar para uma vida melhor. A gangue enfrenta um policial humano que frustra seus esforços e os mantém presos no beco. Essa imposição da ordem social pela polícia garante que os gatos não escapem de suas condições de vida atuais.
O co-criador Bill Hanna disse que foi um dos shows mais espirituosos e sofisticados que ele produziu, com um raro apelo para o público de todas as idades.

## Equipe de redação
Top Cat foi concebido nos moldes de uma comédia live-action tradicional, e Hanna-Barbera recrutou os principais escritores de sitcom da época para fornecer roteiros, incluindo Barry Blitzer (um veterano de Bilko), Harvey Bullock e Kin Platt. Nas versões atuais do DVD, no entanto, apenas Platt recebe o crédito de escrita devido a um erro de produção: os créditos finais do episódio de Platt foram usados para cada episódio, então Platt recebe o crédito na tela independentemente de quem escreveu os roteiros reais.

## Personagens
- Manda-Chuva (Top Cat) - Malandro, líder da gangue é o primeiro a inventar e se meter em trapalhadas.
- Batatinha (Benny the Ball) - O mais amável dos gatos. Possui aparência de um gato doce, gentil e incapaz de fazer mal a uma mosca. Se por um lado não age com maldade, por outro é sempre leal e incontestável às ordens de Manda-Chuva.
- Xuxu (Choo Choo) - É um gato cor-de-rosa, ele é o braço direito de Manda-Chuva e também o gato mais alto da turma, usa camisa branca de gola alta. Chu-chu sempre vigia para ver se alguém está se aproximando quando a turma está aprontando alguma.
- Espeto (Spook) - Um gato de estilo próprio, que, no Brasil, acabou ganhando o forte sotaque pernambucano, com um característico chiado ao falar.
- Bacana (Fancy Fancy) - É um gato com ares de galã.
- Gênio (Brain) - Gato baixinho, laranja e com um nome irônico, já que ele é o mais tolo de todos.
- Guarda Carlos Belo (Officer Dibble) - É um policial de rua, amigo da vizinhança e que tenta, sem muito esforço, fazer com que Manda-Chuva pare com suas traquinagens.

## Outras aparições
- A Arca do Zé Colmeia
- Na série Zé Colmeia e os Caça-Tesouros, Manda-Chuva retorna como o responsável pelas pistas que levam Zé Colmeia e Dick Vigarista na caça aos tesouros.
- Manda-Chuva em Beverly Hills
- Manda-Chuva e sua turma aparecem no episódio Troca de Mentes, da série Harvey: O Advogado. Nesse episódio aparecem todos os personagens do desenho original – exceto, inexplicavelmente, o Guarda Belo e Espeto.[carece de fontes?]
- Manda-Chuva - O Filme
- Top Cat Begins

## Outras mídias

### Histórias em quadrinhos
As aventuras de Manda-Chuva e sua turma continuaram fora das telas nos quadrinhos, quando a Dell Comics (que foi substituída pela Gold Key) publicou 31 edições de 1961 a 1970. A Charlton Comics publicou mais 20 edições de 1970 a 1973. No México, "La Colección Primavera", de Ediciones Latinoamericanas, apresentou Don Gato em 1968.
Em 2012, houve um crossover entre a Turma do Manda-Chuva e o personagem de quadrinhos chileno Condorito.
Manda-Chuva teve uma história de backup em Adam Strange/Future Quest Annual # 1, onde ele escapa da prisão e conhece Batman através de um portal cósmico. Diferente do desenho animado, o Manda-Chuva é de um mundo onde os gatos são as espécies dominantes. Como acompanhamento, Manda-Chuva também aparece em uma edição de uma série de crossover entre personagens da DC Comics e Hanna-Barbera, intitulada Superman/Top Cat Special (outubro de 2018).